# Verbum Domini
Verbum Domini (titolo in lingua italiana: La Parola del Signore.) è la seconda esortazione apostolica di papa Benedetto XVI, promulgata il 30 settembre 2010, memoria di San Girolamo.
Tale documento pontificio vuole proclamare le riflessioni maturate durante la XII assemblea generale ordinaria del Sinodo dei vescovi, tenutasi nella Città del Vaticano dal 5 al 26 ottobre 2008, dal titolo La parola di Dio nella vita e nella missione della Chiesa. Attraverso tale documento pontificio, il Papa esorta ad una nuova riscoperta della parola di Dio nella missione della Chiesa.

## Suddivisione del testo
- Introduzione
- Il Dio che parla
- La risposta dell'uomo al Dio che parla
- L'ermeneutica della sacra scrittura nella Chiesa
- La Parola di Dio e la Chiesa
- Liturgia luogo privilegiato della parola di Dio
- La Parola di Dio nella vita ecclesiale
- La missione della Chiesa: annunciare la Parola di Dio
- Parola di Dio e impegno nel mondo
- Parola di Dio e culture
- Parola di Dio e dialogo interreligioso
- Conclusione[1].